# Speccy
Speccy为Piriform推出的一款电脑信息查看软件，支持Windows操作系统，允许用户查看在计算机上的每一个硬件的详细统计，包括CPU，主板，内存，显卡，硬盘，光盘驱动器，音频支持。此外Speccy可查看不同硬件的温度，方便用户看到电脑的问题。

## 参看
- CCleaner──Piriform開發的檔案清理軟體
- Recuva──Piriform開發的檔案修復軟體
- Defraggler──Piriform開發的磁碟重組軟體

## 外部連結
- Speccy（页面存档备份，存于）